# 小马智行
小马智行（英文名：Pony.ai或Pony AI；NASDAQ：PONY）是一家自动驾驶初创公司，于2016年12月由彭军和楼天城在美国加州湾区创办，研发L4/L5级别的自动驾驶技术。小马智行于2017年在中国北京和广州成立研发中心，并将中国总部迁至广州南沙区。该公司聘请图灵奖得主姚期智作为首席顾问。

## 业务线
小马智行公开的三个业务线分别为：自动驾驶出行服务（自动驾驶出租车），自动驾驶货运服务（自动驾驶卡车）和乘用车智能驾驶（辅助驾驶)。

### Robotaxi路测与运营

#### 中国

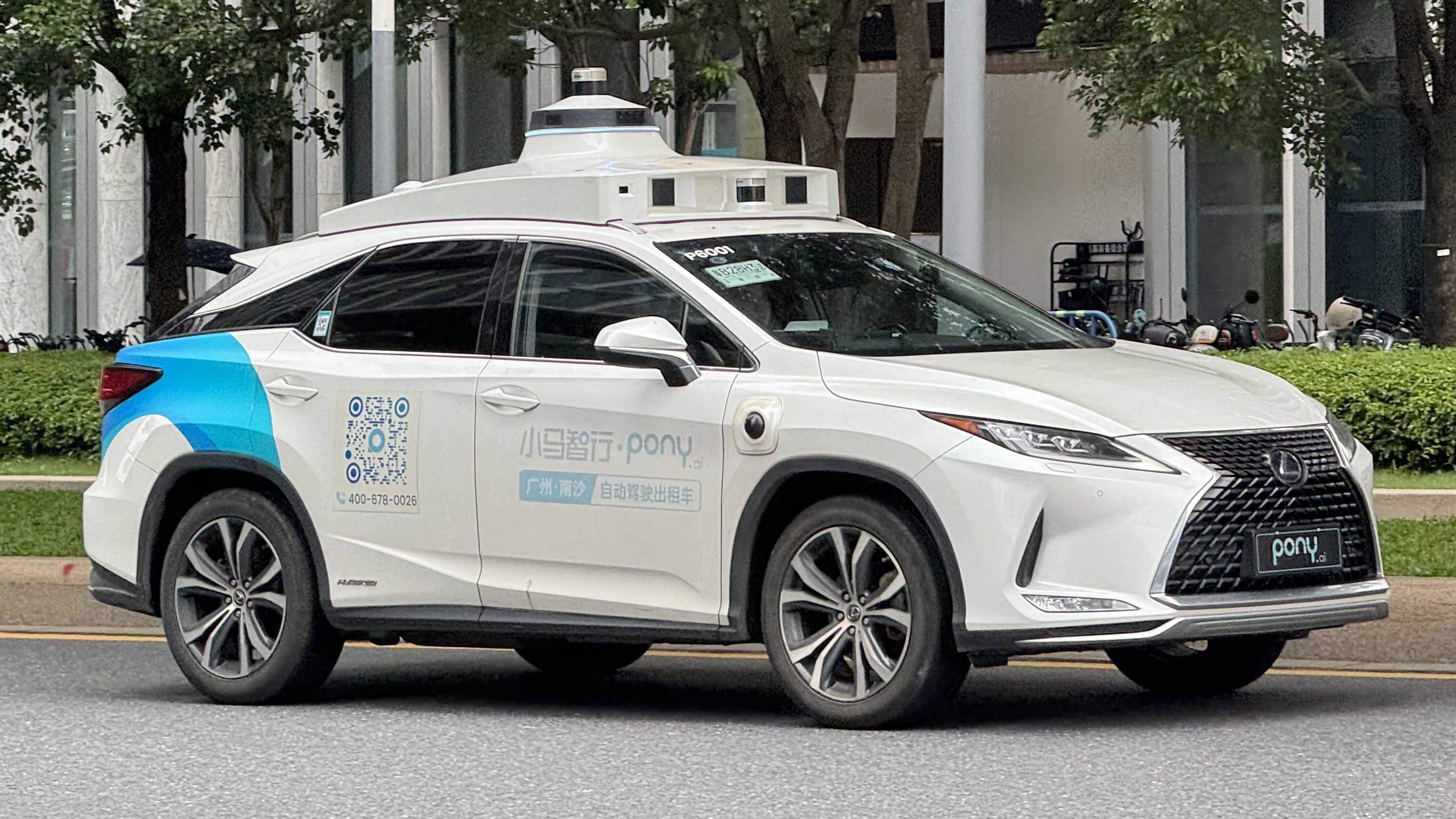
小马智行的雷克萨斯RX400h自动驾驶试验车

小马智行从2017年底起，在广州南沙开展道路测试，于2018年开展自动驾驶Robotaxi服务示范应用，至2021年，其Robotaxi服务范围为300平方公里。截至2024年6月30日，拥有250多辆Robotaxi，“小马智行（PonyPilot）”App注册用户数超22万，半年内每辆全无人Robotaxi日均订单量超15单，其中，北京、广州、深圳已经开始全无人驾驶出租车服务商业收费运营。
2018年7月，小马智行获得中国北京自动驾驶T3路测牌照，是首个获得北京T3牌照的初创公司。2021年5月，小马智行在亦庄开发区扩大开放出行服务，实现了高级别自动驾驶示范区150平方公里核心运营区域全覆盖，核心运营区域包括超150个站点。
2021年7月，小马智行宣布在上海开展示范应用，对公众开放Robotaxi体验。
2023年3月，小马智行首批获准在北京开展全无人自动驾驶示范应用，获准在北京亦庄开启全车无人的自动驾驶出行服务。4月，小马智行获准在广州开启车内无安全员的自动驾驶出行服务。
2023年8月4日，小马智行和丰田中国及广汽丰田宣布设立合资公司，以推动Robotaxi的前装量产和规模化部署。该合资公司将使用广汽丰田生产的、用于Robotaxi的丰田纯电动汽车平台，以及小马的Robotaxi运营平台；生产车辆将搭载丰田的车辆冗余系统和小马的自动驾驶系统。
2024年7月，小马智行成为获得上海市无驾驶人智能网联汽车示范应用许可的首批企业。

#### 美国
2017年，小马智行获得美国加州路测许可证（前排带安全驾驶员）。2021年5月，加州机动车辆管理局向该公司颁发全无人驾驶（前排无安全驾驶员）测试牌照许可证，许可其在佛利蒙、米尔皮塔斯和尔湾三地进行路测。
2021年10月28日，小马智行一辆车在加州佛利蒙路测时，变道过程中撞上道路中的分隔带，11月加州机动车辆管理局因该事故暂停了其加州全无人驾驶（前排无安全驾驶员）测试牌照许可证。美国国家公路交通安全管理局对事故展开调查，认为小马智行软件存在安全缺陷，并要求该公司进行召回，2022年3月，小马智行同意召回其自动驾驶系统软件的部分版本。
2022年5月，加州机动车辆管理局吊销了小马智行美国加州自动驾驶许可证（前排带安全驾驶员），因其安全驾驶员有不良驾驶记录。
2023年起，小马智行已不再在美国加州进行自动驾驶测试。

#### 韩国
2024年3月，小马智行宣布与GemVaxLink成立合资公司，将面向韩国市场，在首尔部署一支自动驾驶服务车队。

## 资本市场
2018年1月16日，小马智行宣布已完成1.12亿美元的A轮融资，該轮融资由晨兴资本和君联资本联合领投。
2018年7月11日，小马智行宣布获得1.02亿美元A1轮融资。小马智行A轮整体融资额为2.14亿美元，估值在10亿美元左右。
2019年4月11日，昆仑万维公告称，公司全资子公司拟以自有资金5000万美元投资小马智行，取得融资后3%的股权。这也使得小马智行的估值达到17亿美元左右。
2020年2月26日，小马智行宣布获得4.62亿美元B轮融资，其中丰田汽车战略投资4亿美元。融资后，估值略高于30亿美元。
2020年11月5日，小马智行宣布借助新一轮融资，企业估值超过53亿美元。
2022年3月7日，小马智行宣布完成D轮融资的首次交割，未披露融资金额，估值达到85亿美元。
2024年11月27日，小马智行在纳斯达克挂牌上市，股票代码“PONY”。